# Sentiero europeo E1
Il sentiero europeo E1 è un sentiero europeo a lunga percorrenza che unisce capo Nord (Norvegia) con capo Passero in Sicilia (Italia), attraversando da nord a sud l'intero continente europeo, rappresentando come simbolo l'Unione europea. Inaugurato il 2 luglio 1972 a Costanza insieme al sentiero E5 interconnettendo sentieri già esistenti e promuovendone altri, con l'ultimo tratto, da Scapoli a Capo Passero inaugurato nel 2018, la sua lunghezza totale è di oltre 7000 km in gran parte percorribili.

## Tratto italiano
Sul territorio italiano parte da Porto Ceresio, sul lago di Lugano, per scendere per oltre 700 km fino in Umbria dove fino al 2009 terminava. Il proseguimento verso sud è stato in gran parte completato nel 2010 e ad oggi è possibile raggiungere Capo Passero.
Il tratto italiano attraversa dapprima il parco del Ticino. Nel Parco del Ticino il sentiero E1 si divide in 2: Si può percorrere in Lombardia o in Piemonte. Quindi raggiunge gli Appennini risalendo la valle Scrivia da Tortona. Raggiunta l'alta via dei Monti Liguri una volta il sentiero E1 proseguiva, verso ovest per raggiungere Pegli, attraverso il monte Penello, dove terminava. Oggi quest'ultimo tratto è diventata una variante poiché, con l'inaugurazione ufficiale del sentiero Italia, il sentiero gira verso la Toscana seguendo l'alta via dei Monti Liguri dai Piani di Praglia al passo dei Due Santi dove si immette sul tracciato della G.E.A. (Grande Escursione Appenninica) per proseguire lungo la cresta appenninica umbro-marchigiana, attraversando prima le Marche e poi l'Umbria, la Campania, la Calabria e la Sicilia.
Sono stati attivati tratti parziali nel Lazio tra Corvaro (Rieti) e Cappadocia (L'Aquila) e in Abruzzo tra la stessa Cappadocia e Scapoli (Isernia), attraverso la Marsica.
Sul tratto siciliano, Capo Passero si trova all'estremo sud/est della Sicilia, in provincia di Siracusa